# 鬆卷角石
鬆卷角石（學名：Aphetoceras）是一屬已滅絕的鸚鵡螺類。牠們生活在晚奧陶紀的海洋中。其化石分布於北美及中國。

## 特徵
鬆卷角石擁有捲曲的外殼，盤捲得很鬆，因而得名。其螺層間並不相連。
牠們在概述上與愛沙尼亞角石及Alaskoceras相近，但其截面與Clytoceras最為相似。

## 物種[1]
- Aphetoceras americanum
- Aphetoceras attenuatum
- Aphetoceras boreale
- Aphetoceras evolutum
- Aphetoceras farnsworthi
- Aphetoceras oderi
- Aphetoceras ruedemanni
- Aphetoceras subcostulatum